# Іванна Вітковицька
Іванна Вітковицька (або Витковицька; 27 серпня 1868 — 9 квітня 1934, Львів) — українська громадська діячка. Голова товариств «Взаємна Поміч Українських Вчителів» (1923—1927) і «Союз українок» (1927—1928).
Учителювала в Тарнові в 1889—1895, у Стрию — 1896—1927 роках, потім вийшла на пенсію. Пізніше викладала в приватній вчительській семінарії в Стрию.
Член стрийського Народного Дому з 1898 року, одна із засновниць і дириґентка музичного товариства «Боян» у Стрию (1901). Одна з ідейних натхненників стрийської організації «Товариство руських женщин» (з 1913-го — «Товариство українських жінок»), заснованої 1903 року.
Брала участь у діяльности товариств «Рідна школа», «Українське касино», Марійське товариство Пань (голова), «Взаїмна Поміч Учительська» (голова), «Українська бурса», «Сокіл», Товариство опіки над молоддю, «Музичний інститут», Товариство вдів і сиріт та інші. У некролозі згадують: «Не було товариства в Стрию, в якому покійна Іванна Вітковицька не працювала б».
Померла 9 квітня 1934 року у Львові, похована на 75-у полі Личаківського цвинтаря. Надгробок нещодавно був дбайливо відреставрований.

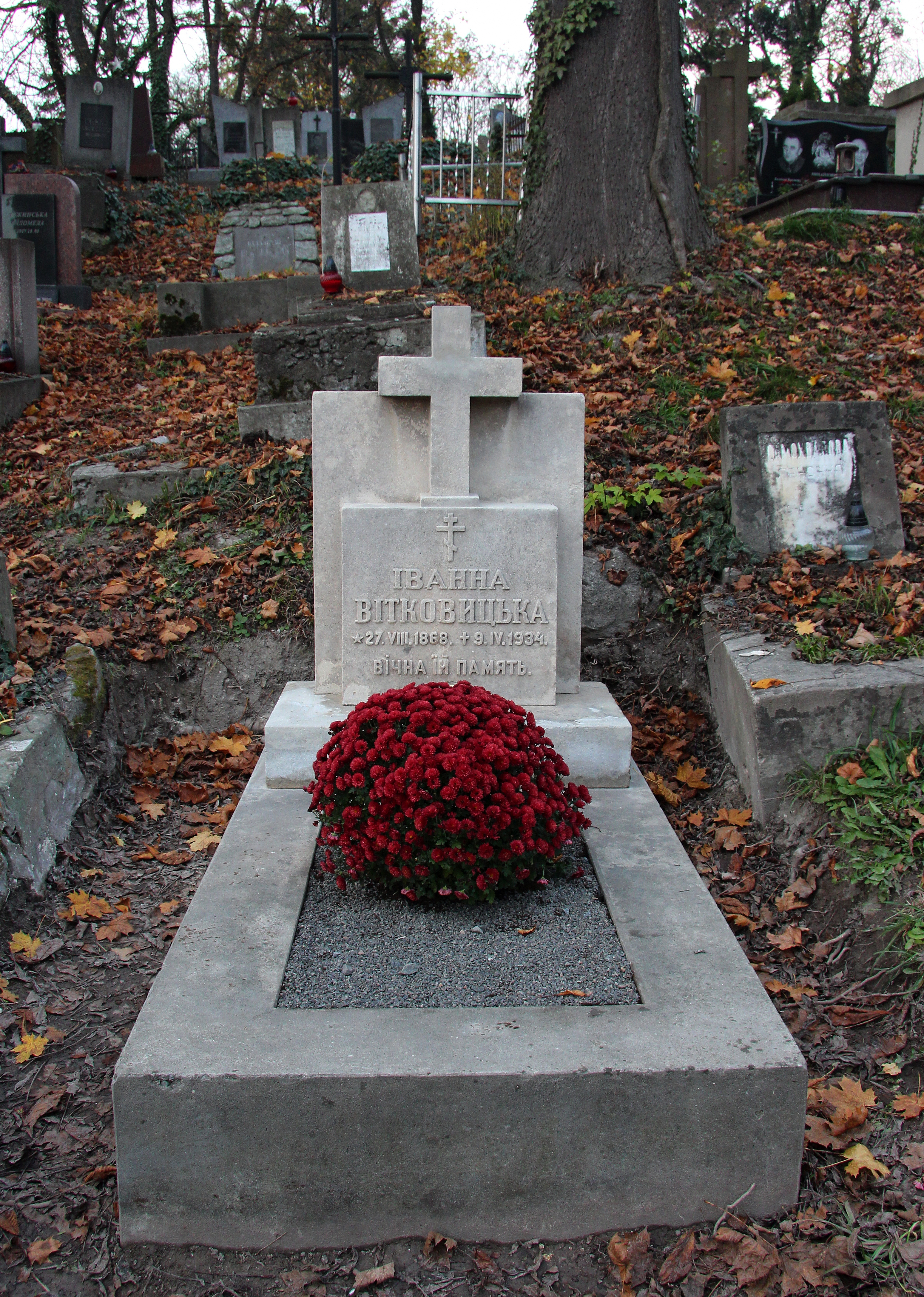